# Aeschlen bei Oberdiessbach

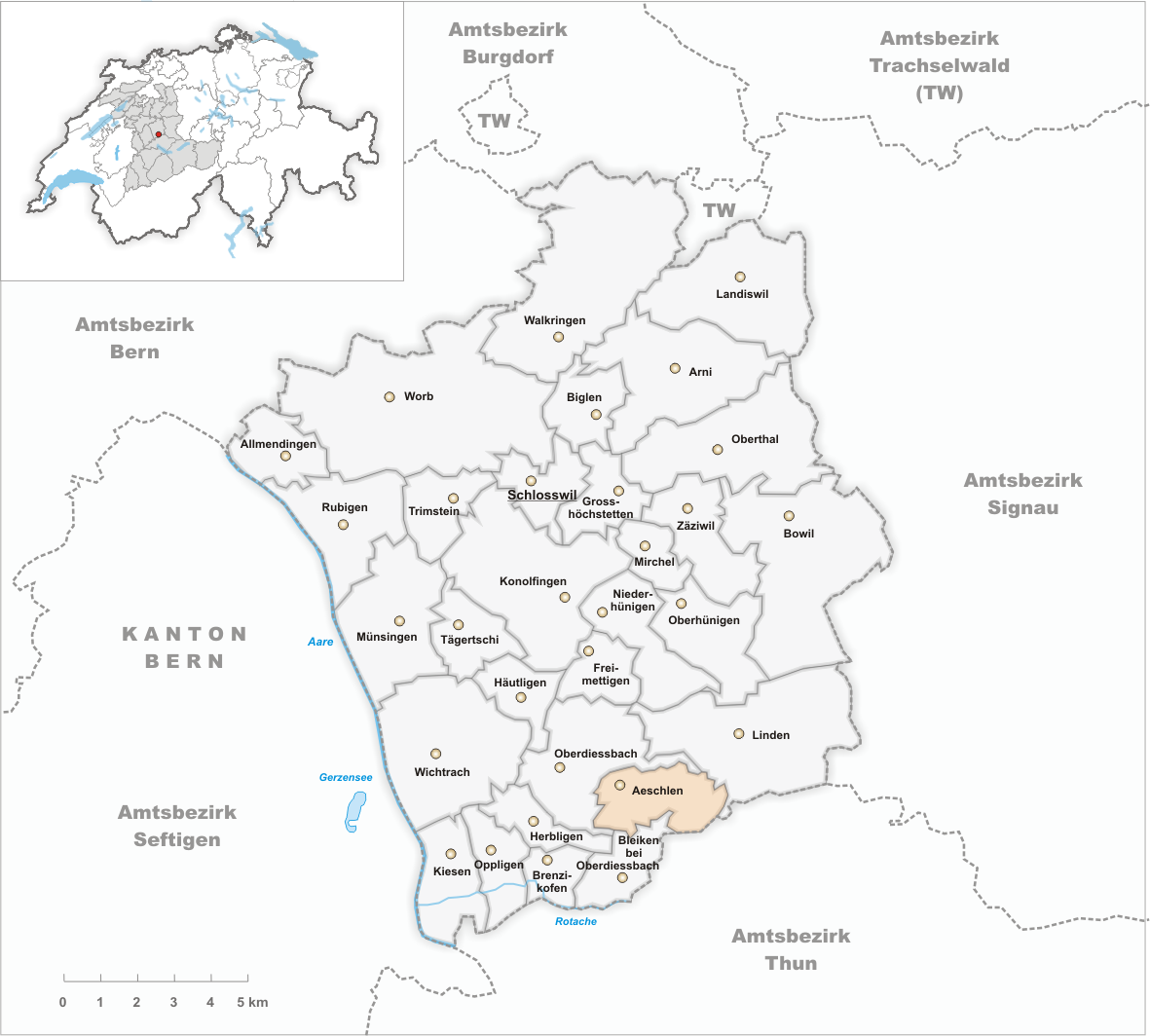
Gemeindestand vor der Fusion am 1. Januar 2010

Aeschlen bei Oberdiessbach ist eine Streusiedlung in der Gemeinde Oberdiessbach im Verwaltungskreis Bern-Mittelland des Kantons Bern in der Schweiz. 
Bis zum 31. Dezember 2009 war der Ort mit dem offiziellen Gemeindenamen Aeschlen eine eigenständige politische Gemeinde im damaligen Amtsbezirk Konolfingen. Auf den 1. Januar 2010 fusionierte die Gemeinde Aeschlen mit Oberdiessbach zur neuen Gemeinde Oberdiessbach.

## Geographie
Die ehemalige Gemeinde ist eine typische Streusiedlung an einem nordwestexponierten Hang gelegen. Sie hat kein eigentliches Dorfzentrum. Aeschlen bezeichnete sich selber als «kleine hübsche Berggemeinde am Tor zum Emmental». Die Hauptstrasse von Oberdiessbach Richtung Linden und weiter nach Röthenbach führt durch die Ortschaft, die sich über eine weite Fläche vom Weiler Unterhaus bis auf die Höhen der Aeschlenalp erstreckt.

## Fusion Aeschlen-Oberdiessbach
Die Gemeinde Aeschlen musste seit 1980 viele frühere Kantonsaufgaben übernehmen, was die Gemeindefinanzen schwer belastete. Die prekäre Finanzlage bewog die Gemeinde zu einem öffentlichen Hilferuf, was grosses Medienecho und in der Folge namhafte Spenden bewirkte. Dadurch konnte der Bilanzfehlbetrag unter die kritische Höhe gebracht werden, welche den Kanton Bern dazu gezwungen hätte, die Kontrolle über die Gemeindefinanzen zu übernehmen. Dies war Grund genug für Abklärungen zu einer möglichen Fusion der Gemeinden Aeschlen und Oberdiessbach. Der bernische Regierungsrat unterstützte das Fusionsprojekt durch Übernahme eines Teils der Kosten und Beratung.

## Persönlichkeiten
- Hans Sommer (1900–1989), Lehrer, Heimatforscher und Kulturhistoriker